# Isabella Dal Balcon
Isabella Dal Balcon (Malo, 11 settembre 1977) è un'ex snowboarder italiana.

## Biografia
Nata a Malo, in provincia di Vicenza nel 1977, debutta in Coppa del Mondo a 24 anni, il 18 novembre 2001, a Tignes, in Francia, nello slalom gigante parallelo, sua specialità.
A 24 anni prende parte ai Giochi olimpici di Salt Lake City 2002, nello slalom gigante parallelo, passando le qualificazioni con il 6º tempo, 42"26, ma uscendo ai quarti di finale contro la connazionale Lidia Trettel, poi bronzo.
L'anno successivo partecipa ai Mondiali di Kreischberg, in Austria, non terminando né la gara di slalom parallelo né quella di slalom gigante parallelo.
Inizialmente non convocata per le Olimpiadi di Torino 2006, fa ricorso al TAS contro i criteri di selezione della squadra azzurra e lo vince, venendo reintegrata. Dal Balcon prende quindi il posto di Lidia Trettel, bronzo 4 anni prima, anche se inizialmente l'esclusa era stata Corinna Boccacini, poi reinserita in squadra dalla FISI dopo che il padre di quest'ultima aveva dichiarato di volersi rivolgere anche lui al Tribunale Arbitrale dello Sport.
Ai Giochi prende parte alla gara di slalom gigante parallelo, qualificandosi al turno ad eliminazione diretta con il 13º tempo, 1'22"55, ma uscendo agli ottavi di finale contro la russa Svetlana Boldijkova.
Il 13 dicembre 2006 ottiene la sua prima vittoria in Coppa del Mondo, trionfando nello slalom gigante parallelo a San Vigilio di Marebbe.
Nel 2007 prende parte al Mondiale di Arosa, in Svizzera, arrivando 21ª nello slalom gigante parallelo e 30ª nello slalom parallelo.
Termina la carriera nel 2010, a 32 anni, chiudendo con 2 vittorie in Coppa del Mondo e con un 6º posto nel 2007 come miglior piazzamento in classifica generale di Coppa del Mondo di snowboard.

## Palmarès

### Coppa del Mondo
- Miglior piazzamento nella Coppa del Mondo di snowboard: 6ª nel 2007.
- 2 podi:
  - 2 vittorie
  - 0 secondi posti
  - 0 terzi posti

#### Coppa del Mondo - vittorie
| Data             | Località               | Nazione  | Spec. |
| ---------------- | ---------------------- | -------- | ----- |
| 13 dicembre 2006 | San Vigilio di Marebbe | Italia   | SGP   |
| 16 febbraio 2007 | Furano                 | Giappone | SGP   |

Legenda:

SGP = Slalom gigante parallelo